# Fausto Cornélio Sula
Fausto Cornélio Sula ou Fausto Cornélio Sila (em latim: Faustus Cornelius Sulla; antes de 86 a.C.–46 a.C.) foi um senador romano da gente Cornélia. Fausto era o único filho sobrevivente do ditador Sula com sua quarta esposa, Cecília Metela Dalmática, e, por conta disto, um membro de uma das mais prestigiosas famílias patrícias de Roma. Depois da morte de seu pai, em 78 a.C., ele e sua irmã gêmea, Fausta Cornélia, foram criados por Lúculo, amigo de Sula.

## História
Fausto casou-se com Pompeia, filha de Pompeu Magno, e acompanhou o sogro em suas campanhas pela Ásia. Na campanha da Judeia, foi o primeiro a pular o muro do Templo de Jerusalém quando ele foi atacado por Pompeu em 63 a.C.. Depois de seu retorno a Roma, em 60 a.C., Fausto Sula realizou jogos gladiatoriais para celebrar seu pai. Em algum momento antes de 57 a.C., tornou-se áugure. Em 56 a.C., foi nomeado monetalis e cunhou uma série de moedas em homenagem ao pai e ao sogro. Como proprietário da porção central da encosta do monte Falerno, o nome de Fausto se tornou sinônimo do mais celebrado vinho da Roma Antiga, o Falerniano Fausto.
Em 54 a.C., Fausto foi eleito questor. Dois anos depois, o Senado Romano o incumbiu de reconstruir a Cúria Hostília, destruída durante o tumulto que seguiu ao assassinato de Públio Clódio Pulcro; a partir daí, o edifício ficou conhecido como Cúria Cornélia.
Sua carreira de advogado foi interrompida pela guerra civil entre Pompeu e Júlio César. Fausto, representante da casa de Lúculo e genro de Pompeu, se juntou aos pompeianos. Ele estava na Batalha de Farsalos, em 48 a.C., e se juntou aos líderes pompeianos na África Velha depois da derrota para os cesarianos. Após a Batalha de Tapso, em 46 a.C., Fausto tentou escapar para o Reino da Mauritânia, mas foi capturado e morto por Públio Sítio, um aliado de César, no final do mesmo ano.

## Família
Com Pompeia, Fausto teve pelo menos dois filhos:
- Fausto Cornélio Sula, o Jovem
- Cornélia Sula, que se casou com Lúcio Escribônio Libão, pretor em 80 a.C..

De um deles presume-se que Fausto Cornélio Sula Lúculo, cônsul sufecto em 31, seja descendente.